# Хрустальный башмачок (фильм, 1955)
«Хрустальный башмачок» (англ. The Glass Slipper) — американский кинофильм для детей, экранизация сказки Шарля Перро «Золушка».

## Сюжет
Элла — девушка, живущая в глухой деревеньке. Она постоянно терпит нападки и издевательства мачехи и сводных сестёр, которые считают её неполноценной. Однажды Элла знакомится с красивым молодым человеком, который представляется ей сыном личного повара герцога. Парень влюбляется в Эллу и приглашает её на бал, где оказывается, что он не кто иной, как сын самого герцога…

## В ролях
- Лесли Карон — Элла
- Майкл Уайлдинг — принц Чарльз
- Эльза Ланчестер — вдова Зондер (мачеха Эллы)
- Аманда Блейк — Бирдена (сводная сестра Эллы)
- Лиза Дэниелс — Серафина (сводная сестра Эллы)
- Барри Джонс — герцог (отец принца Чарльза)
- Эстель Уинвуд — миссис Токе
- Кинан Уинн — Ковин
- Лёрин Таттл — кузина Лулу
- Лилиана Монтевикки — Техара
- Уолтер Пиджон — рассказчик